# Lorenzo Frignani

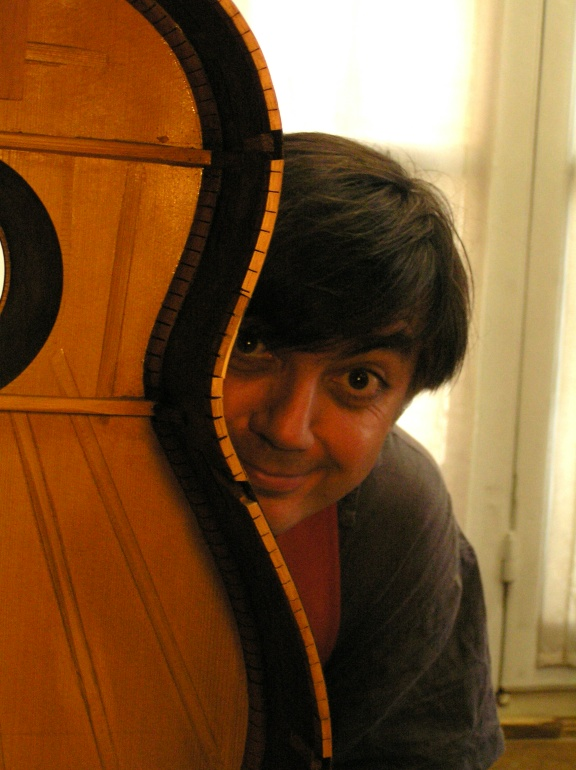
Lorenzo Frignani

Lorenzo Frignani (* 19. Februar 1960 in Finale Emilia (Emilia-Romagna, Italien)) ist Geigen- und Gitarrenbauer in Modena.

## Leben
Lorenzo Frignani wuchs in Camposanto (Provinz Modena) als Sohn von Ilario Frignani und Vanna Luppi auf und besuchte später die Fachschule für Industrie und Technik „Fermi“ in Modena. Bis 1982 arbeitete er im Bankwesen als Elektroniker. Mit 22 Jahren entschloss er sich zu einer beruflichen Umorientierung, nachdem sein Interesse für den Instrumentenbau bereits mit 16 Jahren in der regelmäßig besuchten Werkstatt des Modeneser Gitarrenbauers Masetti geschürt worden war. Von 1984 bis 1986 besuchte er die Geigenbauschule in Gubbio (Provinz Perugia). Nach seiner erfolgreichen Ausbildung zum Geigenbauer arbeitete er bis 1992 selbstständig in Camposanto, anschließend eröffnete er eine Werkstatt im Zentrum Parmas. Im Jahre 1996 zog er nach Modena, wo er bis heute seine Werkstatt führt.
Sein Sohn kam 1997 in Finale Emilia zur Welt.

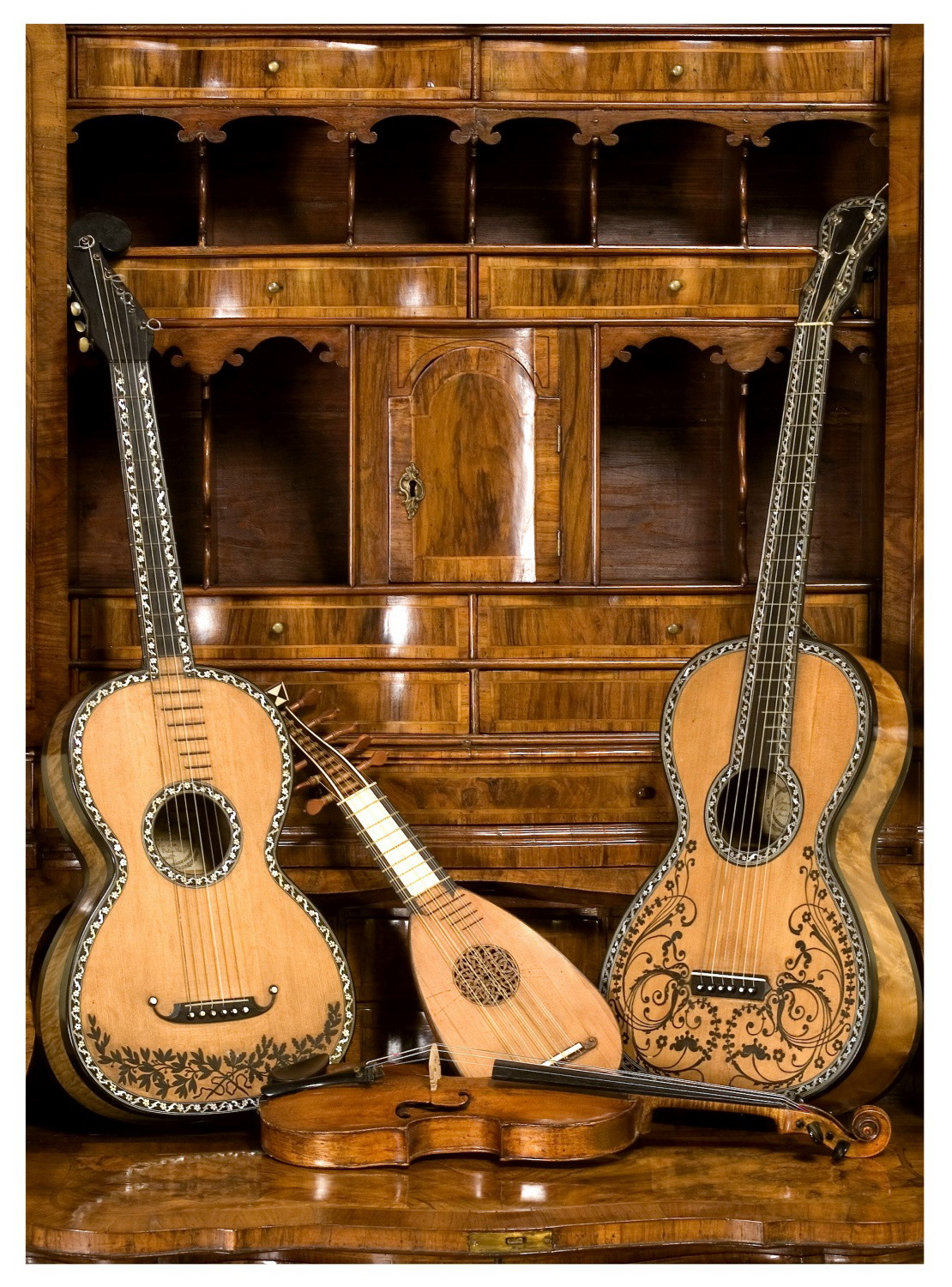
Teil der Sammlung

## Schaffen
Neben seiner Aktivität als Gitarren- und Geigenbauer, für die er vielfach prämiert wurde, unterrichtet Lorenzo Frignani seit 1996 als Fachkraft für Instrumentenbau an der Kunsthandwerksschule in Pieve di Cento (Provinz Bologna), wo er bis 2012 auch das Amt des künstlerischen Leiters des Instrumentenbauzweiges innehat. Als Mitglied der ALI (Associazione Liutaria Italiana) belegt er seit 2001 das Amt des Präsidenten bzw. Vizepräsidenten. 2007 gründete er den Verlag LF Edizioni, der sich mit Fachliteratur rund um den Geigen- und Gitarrenbau befasst und fremdsprachige Literatur ins Italienische übersetzt. Er schreibt selbst in erster Linie Biografien und publiziert ausstellungsbegleitende Kataloge. Mit einer der wichtigsten privaten Sammlungen historischer Gitarren aus Italien gastiert er in ganz Italien, in der Schweiz und in Deutschland und gilt als Experte für Zupfinstrumente des 19. Jahrhunderts.